# Sommersturm
Sommersturm és una pel·lícula alemanya dirigida per Marco Kreuzpaintner i produïda per Jakob Claussen. Es va estrenar el 2 de setembre de 2004 a Alemanya.

## Argument
Tobi (Robert Stadlober) i Achim (Kostja Ullmann) són dos adolescents i amics de tota la vida. Un és timoner, l'altre remer en un equip juvenil de rem que participa en competències estatals. Han celebrat nombroses victòries en el passat i esperen amb impaciència disputar la gran regata de la regió.
Però ara estan en un campament d'estiu al costat d'un llac, previ a la gran competència, i han deixat de ser nens. Quan es torna seriós el flirteig d'Achim amb Sandra (Miriam Morgenstern), Tobi s'adona que els seus sentiments per Achim són molt més profunds del que vol admetre. Se sent confús, incòmode, i cada vegada més exclòs. La seva angoixa creix quan veu que Anke (Alicja Bachleda-Curus), amiga de Sandra, s'interessa per ell.
Llavors, en lloc de tenir com a veïns de campament a l'equip femení berlinès tan esperat, arriba un equip de joves gai que fan gala de la seva condició. De sobte, Tobi i els seus companys es veuen obligats a replantejar-se els seus prejudicis, les seves pors, i qui sap si els seus desitjos més secrets. A mesura que puja la tensió, la confrontació entre els nois sembla tan inevitable com la violenta tempesta que amenaça a desencadenar-se sobre el llac.

## Repartiment
- Robert Stadlober com a Tobi
- Kostja Ullmann com a Achim
- Alicja Bachleda-Curuś com a Anke
- Miriam Morgenstern com a Sandra
- Jürgen Tonkel com a Hansi
- Tristano Casanova com a Georg
- Marlon Kittel com a Leo
- Hanno Koffler com a Malte
- Ludwig Blochberger com a Oli
- Alexa Maria Surholt com a Susanne
- Joseph M'Barek com a Ferdinand "Ferdi"